# Барбадин Ганна Іванівна
Ганна Іванівна Барбадин (нар. 1926 — ?) — українська радянська діячка, доярка племінного заводу дослідного господарства «Оброшине» Пустомитівського району НДІ землеробства і тваринництва західних районів УРСР Львівської області. Герой Соціалістичної Праці (22.03.1966). Депутат Львівської обласної ради народних депутатів 11-го скликання (у 1967—1969 роках).

## Біографія
Народилася в селянській родині. Закінчила п'ять класів сільської школи. Працювала в сільському господарстві.
З 1951 року — доярка науково-дослідної станції рільництва в селі Пікуловичі Львівської області.
З 1961 року — доярка племінного заводу дослідного господарства «Оброшине» села Ставчани Пустомитівського району науково-дослідного інституту (НДІ) землеробства і тваринництва західних районів УРСР Львівської області.
22 березня 1966 року отримала звання Героя Соціалістичної Праці з врученням ордена Леніна і золотої медалі «Серп і молот» за високі надої молока. Надоювала на кожну корову по 4.727 кілограмів молока.
Член КПРС.
Потім — на пенсії.

## Нагороди
- Герой Соціалістичної Праці (22.03.1966)
- орден Леніна (22.03.1966)
- орден Жовтневої Революції (.09.1973)
- медалі